# Línea 13X (AUVASA)
La línea 13X de AUVASA unía la Plaza de España de Valladolid con el pueblo de La Cistérniga y el polígono industrial de La Mora. Anteriormente era una extensión de la 13, desaparecida el 31 de diciembre de 2011. Los servicios de la línea 13X retomaron la denominación de línea 13 el 2 de enero de 2018.

## Frecuencias
| DÍA                | LUGAR DE SALIDA                    | HORARIOS DE SALIDA          |
| ------------------ | ---------------------------------- | --------------------------- |
| Lunes a viernes    | PLAZA ESPAÑA destino La Cistérniga | 8:30 13:30 y 15:30          |
| Lunes a viernes    | PLAZA ESPAÑA destino Pgno. La Mora | 7:20 y 14:20                |
| Lunes a viernes    | LA CISTÉRNIGA                      | 7:25 8:30 9:00 9:30 y 14:00 |
| Lunes a viernes    | PGNO. LA MORA                      | 15:07 y 22:07(*)            |
| Sábados y festivos | SIN SERVICIO                       | -                           |

- El servicio con (*) realiza el recorrido de la línea 19 entre Plaza España y La Cistérniga.

- Mes de agosto sin servicio.

## Paradas
Nota: Al pinchar sobre los enlaces de las distintas paradas se muestra cuanto tiempo queda para que pase el autobús por esa parada.
| Desde Plaza España hacia La Cistérniga-Pgno La Mora | Correspondencia con líneas: |
| --------------------------------------------------- | --------------------------- |
| Pza. España 12 Ig. Capuchinos                       | 7 14 15 16 19               |
| C/ Labradores 38 junto túnel                        | 6 9 14                      |
| Avda. Segovia fte. 57                               | 6 9 14 C2                   |
| C/ Embajadores 4 esq. Pº. Farnesio                  | 6 14 C2                     |
| Avda. Segovia fte. Ig. del Carmen                   | 6 14 C2                     |
| Avda. Segovia 88 esq. Hornija                       | 14                          |
| Ctra. Segovia fte. Col. Hijas de Jesús              | 4 14                        |
| C/ Topacio fte. Rep. Castellana                     | 14                          |
| C/ Cobalto Parc. 81 fte. Dulciora                   | 14 17                       |
| C/ Cobalto Parc. 102 fte. Pirelli                   | 14 17                       |
| C/ Cobalto Parc. 177 Papecal                        | 17                          |
| C/ Pirita Parc. 221 Resopal                         | 9 17 19                     |
| C/ Aluminio 7 esq. Turquesa                         | -                           |
| C/ San Cristóbal 15 esq. Ctra. Soria                | 18 19                       |
| Pza. Mayor 29 (La Cistérniga)                       | 18 19                       |
| Avda. Soria esq. Diego Velázquez                    | 18 19                       |
| Avda. Julián Merino Lapice Piscinas Municipales     | 18 19                       |
| * Avda. de los Álamos fte. Hotel                    | Parada sin número           |
| * Plaza del Olivo                                   | Parada sin número           |
| Hacia Plaza España                                  |                             |
| * Plaza del Olivo                                   | Parada sin número           |
| * Paseo de la Acacia esq. Olmo                      | Parada sin número           |
| Avda. Julián Merino Lapice Piscinas Municipales     | 18 19                       |
| C/ Castillejo fte. 4-6                              | 18 19                       |
| Pza. Mayor fte. 29 (La Cistérniga)                  | 18 19                       |
| C/ Lucio Zumel esq. Ctra. Soria                     | 18 19                       |
| C/ Aluminio parc. 44R fte. BMC Maderas              | -                           |
| C/ Pirita Parc. 210 Resopal                         | 9 17 19                     |
| C/ Cobalto Parc. 203 fte. Papecal                   | 17                          |
| C/ Cobalto Parc. 190 Pirelli                        | 14 17                       |
| C/ Cobalto Parc. 178 Dulciora                       | 14 17                       |
| C/ Topacio Parc. 180 Rep. Castellana                | 14                          |
| Ctra. Segovia Col. Hijas de Jesús                   | 4 14                        |
| Avda. Segovia 161 fte. Hornija                      | 14                          |
| Avda. Segovia Ig. del Carmen                        | 6 9 14 C1                   |
| Avda. Segovia 99 esq. Olmedo                        | 6 9 14 C1                   |
| Avda. Segovia esq. Trabajo                          | 6 9 14                      |
| C/ Labradores 45 esq. Niña Guapa                    | 6 9 14                      |
| Pza. Caño Argales                                   | 3 6 9 14 18 19              |
| Pza. España 12 Ig. Capuchinos                       | 7 14 15 16 19               |

- Las paradas con (*) pertenecen solo al recorrido de Plaza España-Polígono Industrial La Mora.